# Государственный строй Гренландии
Гренландия, являющаяся автономной территорией Дании, в политическом отношении представляет парламентскую представительную демократию с многопартийной системой, входящую в состав Датского Соединённого королевства.

## Исполнительная власть
Главой Гренландии является монарх Дании (с 14 января 1972 — Маргрете II), назначающий своим представителем верховного комиссара (с 1 апреля 2005 — Сёрен Халль Мёллер).
Исполнительную власть осуществляет правительство во главе с премьер-министром, формируемое имеющей большинство в парламенте партией или коалицией. В компетенцию правительства Гренландии входят внутренние дела острова, в то время как внешняя, финансовая и оборонная политика остаются за правительством Дании.
По итогам референдума, состоявшегося в 2008 году, правительство Гренландии получило право участвовать в выработке внешней политики, контролировать органы правопорядка и самостоятельно распоряжаться природными ресурсами острова.

## Законодательная власть
Законодательная власть на острове осуществляется Ландстингом — однопалатным парламентом, состоящем из 31 депутата, избираемого на 4 года по пропорциональной системе. Последние выборы состоялись 2 июня 2009. Население также избирает двух депутатов для представления страны в парламенте Дании. По итогам выборов 2007 года один из депутатов принадлежит к партии «Сиумут», второй к партии «Инуит Атакатигиит».

## Судебная власть
Судебная власть Гренландии является независимой от двух других и осуществляется Верховным судом.

## Политические партии
Основными политическими партиями Гренландии являются социал-демократическая «Сиумут» («Вперёд»), поддерживающая умеренную автономию, и левосоциалистическая «Инуит Атакатигиит» («Народное сообщество»), выступающая за полную автономию страны. Также действуют либеральная партия «Демокраатит» и консервативная «Атассут» («Сознание сообщества»), поддерживающая интересы сельских жителей.
По итогам выборов 2009 года 14 депутатских мандатов из 31 имеет партия «Инуит Атакатигиит», формирующая правительство вместе с «Демократами». До этого в течение 30 лет правительство формировали представители партии «Сиумут».

## Административное деление
После реформы, вступившей в силу 1 января 2009 года, Гренландия делится на 4 коммуны и Северо-Восточный Гренландский национальный парк, имеющий особый статус, а также американскую авиабазу Туле, также не входящей ни в одну из коммун.

## Внешняя политика
Право ведения внешней политики острова принадлежит Дании. Таким образом, Гренландия не имеет своих дипломатических представительств за рубежом либо каких-либо представительств на своей территории. Тем не менее, после референдума 1982 года Гренландия не входит в ЕС, членом которого является Дания, и его экономические программы, а также является самостоятельным членом Северного совета и Северного инвестиционного банка.